# Porto Novo (Port au Cap-Vert)
Pour l’article homonyme, voir Porto Novo.
Le port de Porto Novo (en portugais : Porto Novo) est un port maritime sur l'île de Santo Antão au Cap-Vert. 
Le port est situé dans la ville de Porto Novo.

## Caractéristiques
Inauguré en 1962, le port compte trois quais de 45 mètres, 115 mètres et 135 mètres.
Les travaux réalisés en 2013, ont agrandi le quai d'amarrage et le remblai et permis la construction d'un bâtiment pour la gare maritime d’une superficie de 2 000 m2.
Le port a un entrepôt couvert d'une superficie de 450 m2 pour les marchandises.
Le port dispose deux rampes d'accès Ro-Ro, dont l’une en métal et l’autre en béton.

## Activités
Le port appartient et est exploité par l’ENAPOR (en), l'autorité portuaire cap-verdienne, c'est le port principal de l'île de Santo Antão. 
Des traversiers assurent des liaisons maritimes régulières quotidiennes de voyageurs entre le port de Porto Novo et le Porto Grande de Mindelo situé à une heure de navigation sur l'île voisine de Sao Vicente. 
Avant la construction du port actuel de Porto Novo, le port constituant la principale porte d'entrée de l'île était situé à Ponta do Sol.

## Galerie

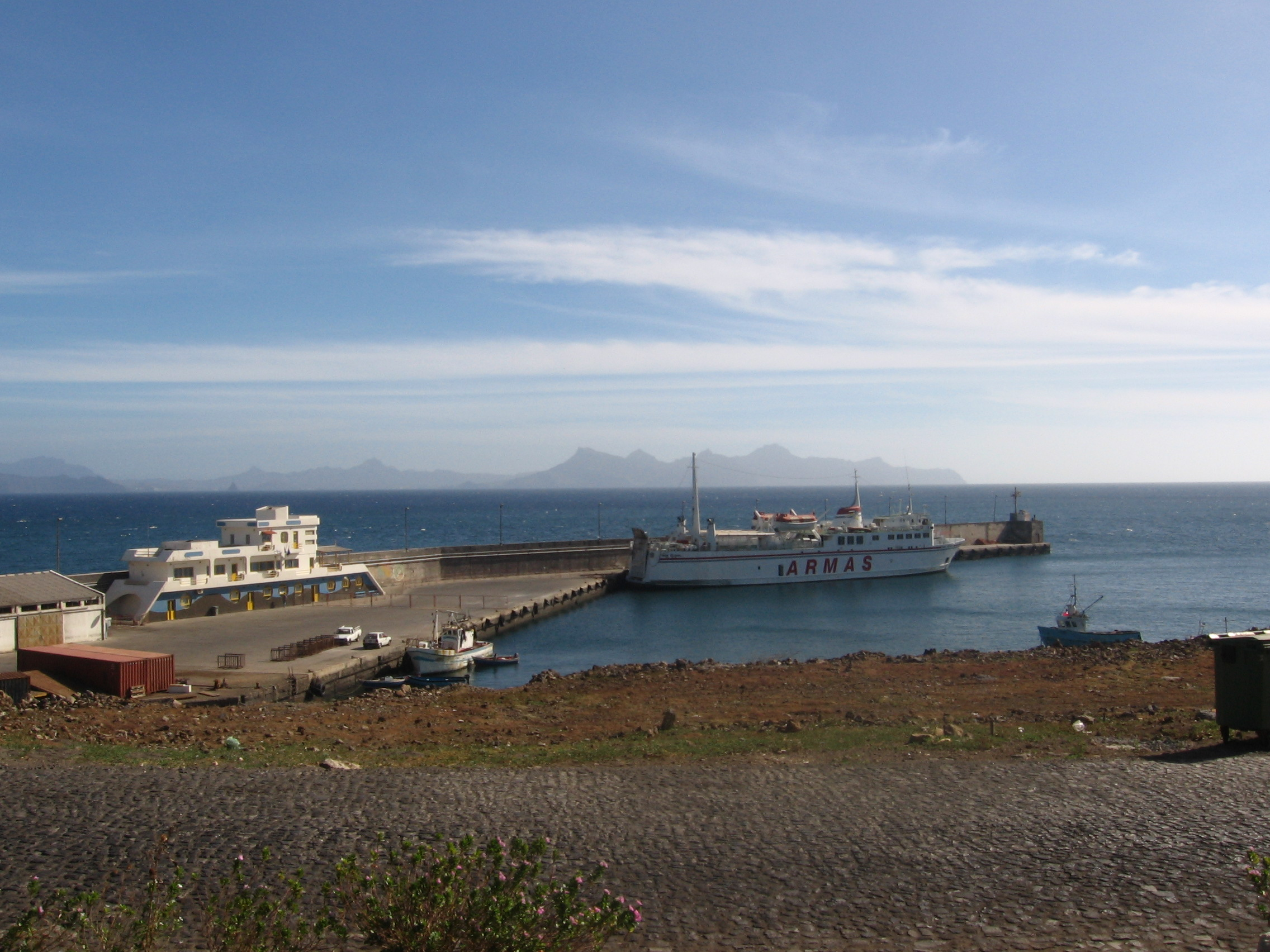
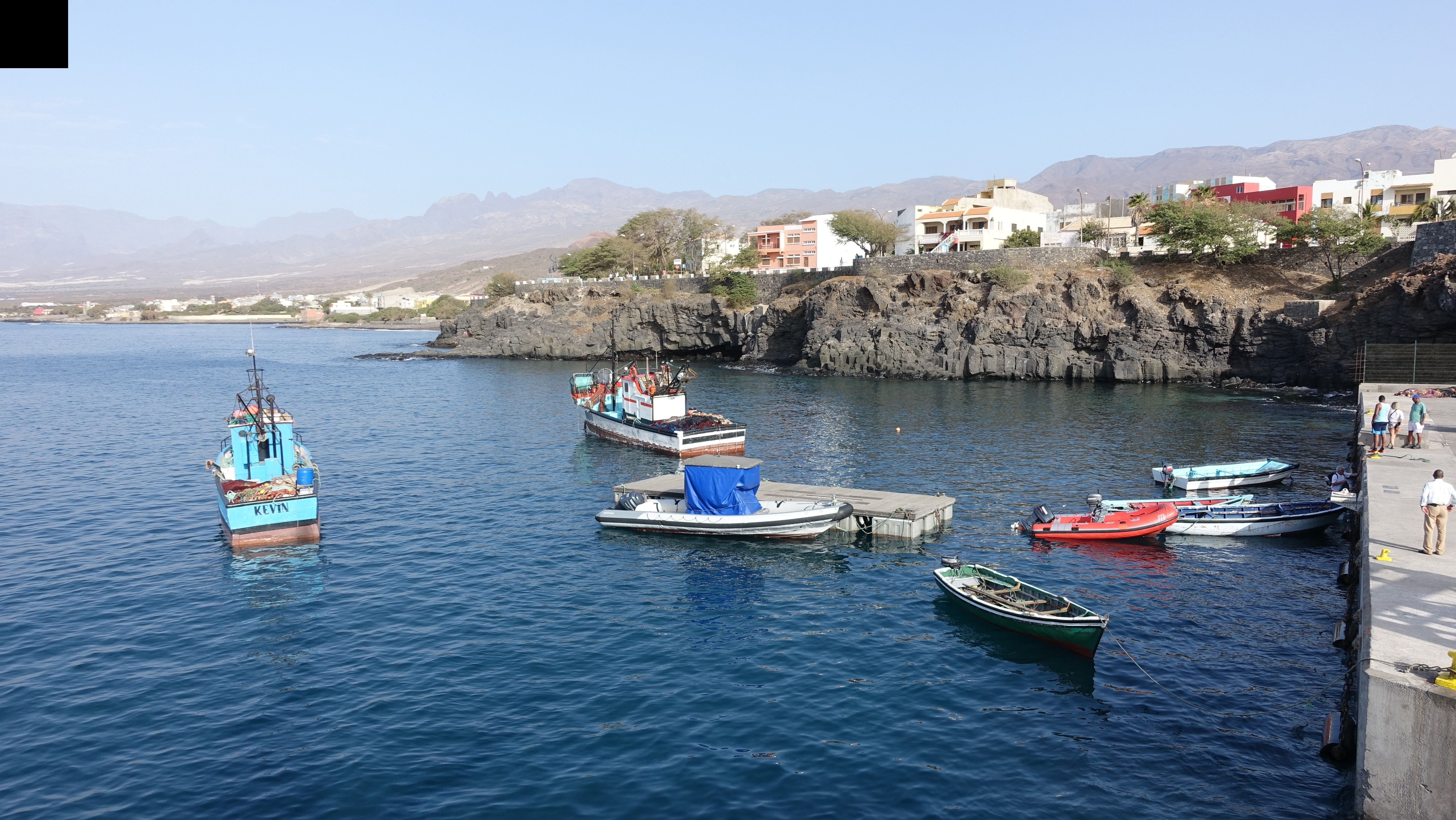